# NVM Open Huizen Dag
De NVM Open Huizen Dag is een landelijk evenement in Nederland waarbij huiseigenaren hun te koop staande woning zonder afspraak openstellen voor bezichtiging door potentiële kopers. Dit evenement wordt georganiseerd door de Nederlandse Vereniging van Makelaars (NVM) en vindt twee keer per jaar plaats, doorgaans in het voorjaar en najaar op een zaterdag.

## Geschiedenis
De NVM Open Huizen Dag werd voor het eerst georganiseerd op 4 oktober 2008. De aanleiding was de kredietcrisis van 2007-2011, waardoor de Nederlandse woningmarkt stagneerde met een groot overschot aan huizen en weinig kopers. Het aantal bezichtigingen op afspraak daalde sterk door terughoudendheid vanwege de economische onzekerheid.
De Nederlandse Vereniging van Makelaars (NVM) introduceerde de dag als een laagdrempelige, landelijke kijkdag waarop bezoekers zonder afspraak woningen konden bezichtigen. De eerste editie in 2008 was een succes met meer dan 35.000 deelnemende woningen. In de jaren daarna organiseerde de NVM het evenement twee keer per jaar. Tussen 2009 en 2019 vonden 22 vervolgedities plaats.

## Opzet
Het evenement vindt halfjaarlijks plaats op een zaterdag van 11:00 tot 15:00 uur, meestal in het vroege voorjaar en najaar. Tijdens deze dag kunnen geïnteresseerden gratis en zonder afspraak bij deelnemende woningen naar binnen lopen. De deelnemende huizen worden vooraf bekendgemaakt via de woningsite Funda.
Huiseigenaren die willen deelnemen, melden hun woning aan via hun makelaar. De makelaar registreert de woning op Funda (met een vermelding 'Open Huis') en verzorgt promotiemateriaal. Verkopers dienen zelf aanwezig te zijn om bezoekers te ontvangen en van informatie te voorzien. De NVM ondersteunt het evenement met landelijke en lokale publiciteit.

## Populariteit en trends
Sinds de introductie in 2008 is de populariteit van de NVM Open Huizen Dag wisselend geweest, in lijn met ontwikkelingen op de woningmarkt. In de beginjaren, toen het huizenaanbod hoog was, namen veel woningen deel. In topjaren rond 2012 konden meer dan 50.000 huizen bezocht worden, met ruim 100.000 geregistreerde bezichtigingen.
In latere jaren, naarmate de woningmarkt aantrok en het aanbod schaarser werd, daalde het aantal deelnemende huizen. Aan de editie van 6 april 2024 deden nog circa 5.600 woningen mee – ongeveer een tiende van het aantal in de hoogtijdagen. Deze afname komt doordat verkopers in een overspannen markt hun huis vaak al vóór de Open Huizen Dag verkocht hebben of voldoende belangstelling hebben zonder extra kijkdag.
Ondanks het geringere woningaanbod blijft de animo van kopers groot. Door het woningtekort is het gemiddelde aantal kijkers per huis ongeveer verdubbeld ten opzichte van 2008. Waar een woning in de eerste editie gemiddeld rond de drie bezichtigingen kreeg, ligt dit in recente edities rond de zes tot zeven geïnteresseerden per huis. Bij populaire woningen kan dit leiden tot drukte. In enkele gevallen bezochten tientallen mensen één huis tijdens de Open Huizen Dag.

## Effecten
Op de dag zelf worden zelden direct verkopen gesloten, maar kopers kunnen laagdrempelig huizen vergelijken.
Volgens de NVM werden deelnemende huizen in 2012 sneller verkocht: 17% was binnen zes maanden na de Open Huizen Dag verkocht, tegen 10% van de woningen die niet meegedaan hadden. Niet alle deelnemende verkopers profiteren evenveel van het evenement. In de jaren tot 2012 kreeg drie op de tien huizen geen enkele bezoeker. Met name in periodes van laag consumentenvertrouwen of bij minder aantrekkelijke woningen is er soms weinig animo.
De dag heeft minder nut in een krappe markt met woningschaarste. In 2018 constateerden makelaars dat het aantal deelnemende huizen sterk terugliep en dat die "eigenlijk helemaal niet nodig" was omdat de woningen toch wel verkocht raakten. Cijfers uit 2024 tonen hogere slagingspercentages, maar wel in een aanbiedersmarkt: volgens NVM-onderzoek was 42% van de deelnemende woningen aan de editie van oktober 2024 binnen vier weken verkocht. Binnen acht weken was dat percentage opgelopen tot 57%.

## Edities
De editie van maart 2012 kende de meeste deelnemende woningen (56.000), terwijl de edities van oktober 2014 en maart 2015 de grootste bezoekersaantallen kenden (150.000).
Tijdens de coronacrisis in Nederland in 2020 en 2021 werden geen reguliere Open Huizen Dagen gehouden. De NVM en makelaars introduceerden alternatieve vormen, zoals livestreams, videobellen en korte individuele bezichtigingen.
| Lijst van edities                                               | Lijst van edities | Lijst van edities  | Lijst van edities |
| Editie                                                          | Datum             | Deelnemende huizen | Bezoekers         |
| --------------------------------------------------------------- | ----------------- | ------------------ | ----------------- |
| 1                                                               | 4 oktober 2008    | 35.000             | 100.000           |
| 2                                                               | 28 maart 2009     | 40.000             | 110.000           |
| 3                                                               | 10 oktober 2009   | 45.000             | 130.000           |
| 4                                                               | 27 maart 2010     | 45.000             | 135.000           |
| 5                                                               | 9 oktober 2010    | 47.000             | 125.000           |
| 6                                                               | 26 maart 2011     | 52.000             | 130.000           |
| 7                                                               | 1 oktober 2011    | 50.000             | 95.000            |
| 8                                                               | 31 maart 2012     | 56.000             | 100.000           |
| 9                                                               | 29 september 2012 | 50.000             | 107.000           |
| 10                                                              | 6 april 2013      | 50.000             | 105.000           |
| 11                                                              | 5 oktober 2013    | 45.000             | 125.000           |
| 12                                                              | 5 april 2014      | 50.000             | 140.000           |
| 13                                                              | 4 oktober 2014    | 47.000             | 150.000           |
| 14                                                              | 28 maart 2015     | 45.000             | 150.000           |
| 15                                                              | 3 oktober 2015    | 41.000             | 135.000           |
| 16                                                              | 2 april 2016      | 37.000             | 130.000           |
| 17                                                              | 1 oktober 2016    | 29.000             | 105.000           |
| 18                                                              | 1 april 2017      | 22.000             | 100.000           |
| 19                                                              | 30 september 2017 | 18.000             | 85.000            |
| 20                                                              | 7 april 2018      | 13.000             | 85.000            |
| 21                                                              | 6 oktober 2018    | 13.500             | 80.000            |
| 22                                                              | 30 maart 2019     | 12.500             | 65.000            |
| 23                                                              | 5 oktober 2019    | 11.734             | 69.000            |
| 2020 en 2021: Coronacrisis in Nederland: geen Open Huizen Dagen |                   |                    |                   |
| 24                                                              | 1 oktober 2022    | 11.000             | 55.000            |
| 25                                                              | 1 april 2023      | 13.500             | 66.000            |
| 26                                                              | 30 september 2023 | 9.000              | 55.000            |
| 27                                                              | 6 april 2024      | 5.600              | 35.000            |
| 28                                                              | 5 oktober 2024    | 6.500              | 39.000            |
| 29                                                              | 5 april 2025      | 6.100              | 42.000            |